# Krater satelicki

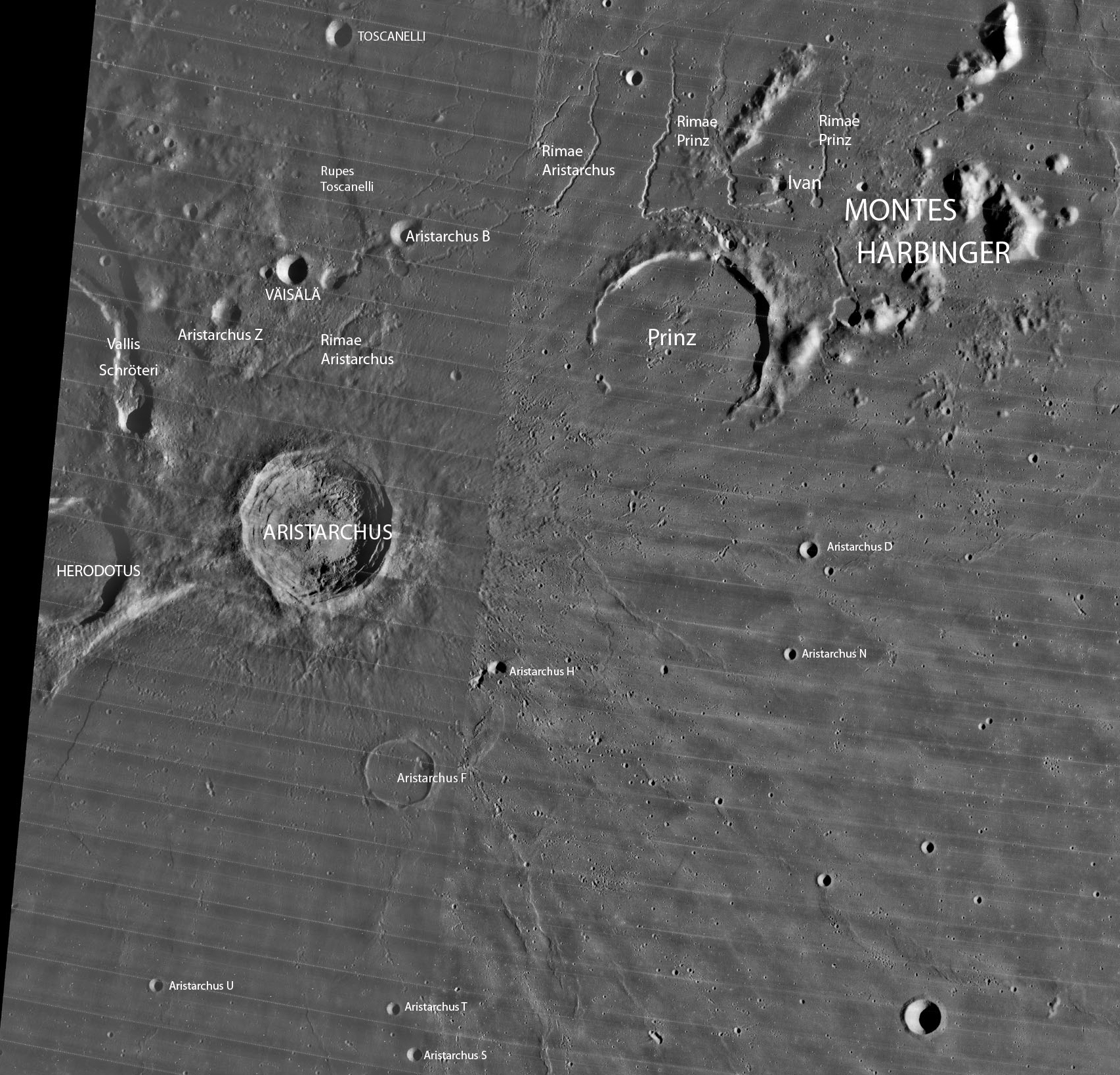
Księżycowy krater Aristarchus z zaznaczonymi licznymi kraterami satelickimi od B do Z

Krater satelicki – krater uderzeniowy powstały przez uderzenie fragmentu wyrzuconego w czasie tworzenia krateru głównego. Nazewnictwo tych obiektów jako pierwszy uporządkował Johann Heinrich Mädler, określając je nazwą krateru głównego i literą od A do Z (z wyłączeniem I).